# Чай в России
Чай в России — история, особенности употребления, импорт и собственное производство чая в Русском царстве, Российской империи, Советском Союзе и современной России.

## История

### Легенды
Источники XVIII—XIX веков нередко приписывали «введение» чая на Руси Петру I (наряду с множеством других нововведений, приписанных царю, а в действительности появившихся, зачастую, задолго до его рождения). В действительности же русские узнали о существовании чая и начали пить его задолго до воцарения Петра.
В российских работах, посвящённых чаю и его истории, широко распространена версия, изложенная в книге «Чай» В. Похлёбкина, согласно которой впервые в России узнали о чае в 1567 году, когда побывавшие в Китае казачьи атаманы Петров и Ялышев описали обычай употребления в Китае, Юго-Восточной Сибири и Средней Азии ранее неизвестного на Руси напитка. Версия происходит из рукописи, изданной в XIX веке известным собирателем древних документов И. Сахаровым в «Сказаниях русского народа», однако современные историки в большинстве считают эту рукопись поддельной, а само «посольство Петрова и Ялышева» — вымышленным. Д. И. Прозоровский утверждал, что «Иван Петров и Бурнаш Елычов, о чае вовсе не говорят».

### Появление чая
В Россию чай впервые попал в 1638 году в качестве подарка (дани) царю Михаилу Фёдоровичу от правителя монгольского государства Алтын-ханов Омбо Эрдэни. В 1679 году заключён договор с Китаем о регулярных поставках чая. В XVIII веке популярность чая увеличивается. В это же время появляются русские самовары.
Тот же Прозоровский замечает, что отправленный из Тобольска в Империю Цин в 1654 году Фёдор Исакович Байков, упоминая о том как ему в Пекине подносили «чай, варёный с молоком и коровьим маслом», делал это так обыденно, что «можно бы заключить, что Байков говорил о предмете довольно известном».
Само слово «чай» на русском языке впервые встречается в медицинских текстах середины XVII века, например, в «Материалах для истории медицины в России»: «травы чаю; цвета рамонова (?) — по 3 горсти» (выпуск 2, № 365, 1665 год, 291), «вареное чаге (вероятно, чаje или то же самое, но через греческую „гамму“) листу хинского (опечатка: ханского)» (выпуск 3, № 1055, 1665 год, 788). Название было, по всей видимости, заимствовано непосредственно из китайского языка, в котором (на мандаринском диалекте) слова «чха» и «чхаэ» обозначают, соответственно, «чай-напиток» и «чай-лист»). «Чай считался тогда предохранительным средством против вредного влияния заразительного воздуха и лекарством от вина».
Как и во Франции, чай стал популярен, прежде всего, как лечебный напиток, но вскоре начал употребляться просто для удовольствия. К середине XVII века в Москве уже можно было купить до десяти сортов чая, а в 1679 году был заключён договор с Китаем о его регулярных поставках. Практически весь ввозимый из Китая чай поступал в Москву, где продавался наряду с прочими товарами и был, несмотря на дороговизну, достаточно широко доступен.

### Распространение чая c конца XVII до начала XX века
В отличие от Европы и Америки, чай доставлялся в Россию посуху: через Кяхту и Сибирь. До середины XIX века чай был основным товаром на Макарьевской (Нижегородской) ярмарке, с его перепродажи начинался очередной годовой цикл её работы.
Значительная часть чая, поставлявшегося в Российскую империю, выращивалась в горах на границе нынешних провинций Хубэй и Хунань. Центром чайной торговли там традиционно был городок Янлоудун, расположенный на территории современного городского уезда Чиби. Уже во времена Сунской империи тамошний чай шёл в северный Китай, где его меняли у степных кочевников на лошадей. Конско-чайная меновая торговля с монголами служила и важным источником лошадей для армий империи Мин. К XVIII—XIX векам Янлоудун стал исходным пунктом маршрута, по которому чай отправлялся через северный Китай, Монголию и Кяхту в Россию. Видную роль в торговле чаем начиная с 1786 года играли купцы из Шаньси, но после Второй Опиумной войны, когда Ханькоу был открыт для международной торговли, в Янлоудун прибыли и иностранные, в частности русские купцы (1863 год). Лишь в 1873 году С. В. Литвинов перевёл свою фабрику кирпичного чая в более удобно расположенный Ханькоу, после чего значение Янлоудуна как торгового центра постепенно упало. К началу XX века в процветающей российской концессии в Ухане работало несколько чайных фабрик.
Импорт чая постоянно рос, фактически, удваиваясь каждые 20 лет (с 1800 по 1850 годы он вырос с 75000 пудов в год до 360000 пудов в год). В 1840—1850 годах ввоз чая составлял до 95 % всего китайского импорта в Россию и оценивался в 5-6 миллионов рублей в год (для сравнения — в этот же период весь экспорт российского зерна давал 17 миллионов рублей в год). Торговля чаем велась исключительно на меновой основе, в обмен на чай русские купцы поставляли в Китай ткани, выделанные кожи, меха, изделия металлургии.
Развитие потребления чая способствовало подъёму тех отраслей промышленности, которые были прямо или косвенно связаны с чайной торговлей. Так, в Туле широко развилось производство самоваров: если во второй половине XVII века самовары производились практически поштучно, то к 1850-му году в Туле действовало 28 самоварных фабрик, общий выпуск самоваров достигал 120000 в год. Получил известность в XIX веке и русский фарфор — первоначально чайную посуду, по инициативе Екатерины II, стали выпускать небольшими партиями на Императорском фарфоровом заводе, впоследствии этим занялись многочисленные частные фирмы. Во второй половине XIX века основным производителем «массового» чайного фарфора стало Товарищество производства фарфоровых и фаянсовых изделий М. С. Кузнецова, в которое вошли многие ранее самостоятельные фарфоровые и фаянсовые фабрики России. В начале XX века каталоги фарфоровых заводов содержали сотни видов чайных пар, сервизов и отдельных предметов сервировки чайного стола, любых форм, размеров и расцветок, на любой вкус.
Сухопутная транспортировка (исключительно гужевым транспортом) была причиной дороговизны чая в России. От китайской границы до Москвы чайные обозы проходили около 11000 километров, на что требовалось до полугода. К цене чая, помимо пошлины в 80-120 % от покупной цены, взимаемой царским правительством, добавлялись расходы на перевозку, прокорм возчиков и охрану, в результате для потребителя чай в России стоил, в сопоставимых ценах, в 10-12 раз дороже, чем в Германии и Англии. На чашках завода Ситегина в 60-е годы XIX века можно встретить надпись: «Кяхтенский чай и муромский калач — завтракает богач».
Ситуация коренным образом изменилась лишь во второй половине XIX века, когда сначала в 1862 году начался ввоз в Россию доставляемого морским путём кантонского чая, а с 1880-х годов начали функционировать Самаро-Уфимская и Екатеринбургско-Тюменская железные дороги, резко сократившие время и стоимость сухопутной доставки чая. В эти же годы начались поставки чая в Россию из Индии и Цейлона — этот чай доставлялся морем в Одессу и оттуда развозился по стране. Цена чая резко упала и он стал ежедневным массовым напитком. В 1886 году чай был введён в состав армейского пищевого довольствия, а с середины 1890-х годов начал фигурировать в трудовых договорах как одна из частей заработной платы (выплачиваемой «деньгами, харчами и чаем»).
Употребление чая на территории России постоянно росло. К XIX веку его пили уже все сословия. В 1830—1840 годах российская статистика отметила: в тех районах, где росло потребление чая, падало потребление крепких спиртных напитков. Структура чайного импорта России в течение XIX века претерпела существенные изменения. В целом Россия всегда потребляла больше чёрного чая, чем зелёного, но до начала XIX века высококачественный зелёный чай составлял заметную долю в чайном импорте. В Россию попадали также очень редкие китайские чаи, например, жёлтый китайский «императорский» чай, который китайцы продавали только русским и только за меха. В числе чёрных чаёв ввозились как ординарные сорта, так и дорогие «цветочные» (типсовые) чаи. Значительную долю импорта составлял кирпичный чай, по массе его ввозилось практически столько же, сколько чёрного. Однако по мере роста абсолютного объёма чайного импорта в XIX веке ввоз зелёного чая быстро падал, как в абсолютном, так и в относительном выражении. Так, если в 1810 году было ввезено 12000 пудов зелёного чая, что составляло 1/6 от всего объёма импорта, то в 1850 — только 500 пудов, то есть не более 1/750 от объёма всего (выросшего за тот же период в 4,8 раза) импорта. После вышеописанных изменений в поставках чая в 1860-х — 1880-х годах разница в цене качественного зелёного и чёрного чаёв достигла 6-10 раз, что привело к почти полному прекращению импорта зелёного чая.
Дворянство могло позволить себе высшие сорта китайского чая, дорогие и редкие, либо завезённый из Европы ароматизированный чай. Купечество предпочитало не столь дорогие, но дающие тёмный настой чаи, которые пили в большом количестве, заваривая слабее, чем в дворянской среде. Простой народ пил наиболее дешёвый и низкосортный чай, часто после первого использования заваривал его повторно. Напиток из перезаваренного чая получил название «фельдфебельский чай». К началу XIX века в России впервые появился фальсифицированный чай, который употреблялся, в основном беднейшими слоями населения, а также попадал в различные заведения общественного питания низкого уровня, вроде станционных буфетов.
До середины XIX века распространение чая в России было географически чрезвычайно неравномерным: пили его в основном в городах, на территории Европейской России и Сибири. В то же время на Украине, в Среднем Поволжье, на Дону, равно как и в Белоруссии, чай был практически неизвестен. До конца XVIII века розничная продажа чая была развёрнута только в Москве (оптовая торговля велась также на Ирбитской и Макарьевской ярмарках в Нижнем Новгороде). Даже в Санкт-Петербурге до середины XIX века существовал всего один чайный магазин на весь город, в то время как в Москве в 1847 году количество специализированных чайных магазинов уже превышало сотню, а чайных и прочих заведений общепита, где подавали готовый чай, было более трёхсот. В первой половине XIX века до 60 % и более всего ввозимого в Российскую империю чая потребляла Москва, остальное развозилось по городам и усадьбам Центральной России.

Чай москвичи пили утром, в полдень и обязательно в четыре часа. В это время в Москве в каждом доме кипели самовары. Чайные и трактиры были полны, и жизнь на время замирала. Пили его вечером; пили, когда взгрустнется; пили и от нечего делать, и «просто так». Пили с молоком, с лимоном, с вареньем, а главное — с удовольствием, причем москвич любил чай крепкий, настоистый и горячий, чтобы губы жег. От жидкого чая, «сквозь который всю Москву видать», москвич деликатно отказывался, и терпеть не мог пить его из чайника… Если москвич, выпив десяток стаканов, отставлял стакан в сторону, это не значило ещё, что он напился: так он делал передышку. А вот когда он, опрокинув стакан вверх дном, клал на него остаток сахара и благодарил, это означало, что с чаепитием покончено и никакие уж тут уговоры не помогут— А. И. Вьюрков — «Друг семьи»
Во второй половине XIX века район распространения чая стал быстро увеличиваться: чайная торговля открылась в Одессе, Полтаве, Харькове, Ростове, Оренбурге, Самаре, Уральске, Астрахани. А к началу XX века Россия стала лидером по абсолютному потреблению чая в мире (исключая Китай, по которому нет достоверных сведений о собственном потреблении чая в это время). Общий оборот российской чайной торговли перед Первой мировой войной достигал нескольких сотен миллионов рублей в год, чайные склады и магазины имелись практически во всех крупных городах страны, ввоз чая в первые годы XX века достиг 57 тысяч тонн в год и продолжал расти.

### Фальсификаты и суррогаты чая
Рост популярности чая при его значительной цене ко второй половине XIX века закономерно привёл к тому, что бедные слои населения начали изыскивать более дешёвые заменители чая (как правило — местного происхождения), а нечистоплотные дельцы развернули во всё возрастающих объёмах фальсификацию чая, нередко опирающуюся на те же самые местные растительные суррогаты. Исследование вопроса производства и распространения заменителей и фальсификаций чая помещено в изданной в 1892 году работе экономиста А. П. Субботина. Субботин отмечает, что в XIX веке в России производство фальсифицированного чая было, фактически, промышленным. Приводятся любопытные наблюдения, касающиеся цен на чай: один и тот же (по названию и упаковке) чай мог стоить в Москве или Петербурге столько же или даже дешевле, чем в Иркутске (первом крупном перевалочном пункте по пути из Кяхты). По утверждениям неназванных специалистов, до 50 % чая, продаваемого в столицах России, являлись подделкой. В основном фальсифицировался наименее качественный, дешёвый китайский чёрный чай, поскольку именно на него приходилась основная доля чайного рынка, да и подделке он поддавался намного легче.

#### Чай из спитой заварки
Этот способ фальсификации был широко распространён в большинстве чаепотребляющих стран. В России он был характерен для Москвы, хотя практиковался и в других крупных городах, где можно было без затруднений собирать большие объёмы использованной («спитой») заварки. Использованную чайную заварку собирали в трактирах и других заведениях общепита, нередко извлекая прямо из помойных ям, очищали от явных примесей, смачивали красителями, жжёным сахаром и химикатами, придававшими чаинкам после просушки естественный вид. Дополнительно она могла обрабатываться дубильными веществами для придания вязкого вкуса и ароматизаторами. Получившийся «чай» упаковывался и шёл в продажу (возможно, с минимальной примесью неиспользованного ранее чая) либо перепродавался чаепроизводителям, которые подмешивали его в большем или меньшем количестве к подлинному чаю. Наряду с «копорским чаем» (см. ниже) фальсификаты из спитой заварки считались наиболее опасными и преследовались наиболее строго, так как при вторичной обработке сырья зачастую использовались непищевые (иногда просто ядовитые) красители и прочие добавки.

#### Копорский чай
Одним из основных растительных суррогатов, использовавшихся при подделке чая в Российской империи, был так называемый копорский чай (он же «копорка», «скрыпун», «кипер», «дикая конопля», «сорочьи глаза») — высушенные листья Иван-чая (кипрея). Название «копорский» он получил по имени местности Копорье в Петербургской губернии, которая была центром его производства и распространения. Настой кипрея внешне похож на настоящий чай, а при производстве материала, шедшего на подделки, листья перетирали с чернозёмом или глинозёмом, так как почва облегчала механическую обработку листьев, а содержащиеся в ней кислоты придавали «чаинкам» бурый цвет, похожий на цвет настоящего чёрного чая.
Большие объёмы кустарного производства, нечестные производители, плохой вкус и широкое его распространение привели к тому что «копорский чай» стал предметом отдельного пристального внимания государственных органов, ответственных за надзор в сфере продовольственной торговли, а также полиции и таможенной службы, и его запрета. Уже 6 июня 1816 г. было подписано Положение комитета Министров «О запрещении подделки Копорского чая под видом Китайского». В 1833 году выходит запрет на торговлю поддельным чаем. Запрет на сбор кипрея и употребление «копорского чая» нашёл своё отражение в Сельском полицейском Уставе для государственных крестьян, утверждённый в марте 1839 года, в разделе «Общие меры по сохранению народного здравия» в статье 80 говорилось: «Запрещается употребление Копорского (Иван-чая) как одного, так и в смеси с китайским. Равным образом запрещается и сбор самой травы, из которой копорский чай составляется». В. И. Даль зафиксировал народные поговорки: «Иван плох и в чаях» и «копорское крошево и кисло и дёшево».

Запрещается продажа плохо испечённого хлеба, мяса нездорового скота и живности, спитого и копорского чаёв.— Промышленное законодательство // Энциклопедический словарь Брокгауза и Ефрона : в 86 т. (82 т. и 4 доп.). — СПб., 1890—1907.

Воспрещается ввозить из-за границы свиное мясо и нетоплёное свиное сало, поддувать мясо с целью придать ему лучший вид, торговать спитым или копорским чаем. — Медицинская полиция // Энциклопедический словарь Брокгауза и Ефрона : в 86 т. (82 т. и 4 доп.). — СПб., 1890—1907.
Экономист А. П. Субботин называет его «легальным суррогатом» чая. По приблизительной оценке Субботина, в деревнях близ Петербурга производилось порядка нескольких десятков тысяч пудов «копорского чая» в год. Он возами продавался в Москве и Петербурге, перепродавался по всей территории империи и даже вывозился за границу (контрабандно, в упаковке под видом какой-либо другой клади), где использовался для подмешивания к настоящему чаю. Небогатые потребители нередко сознательно покупали чай с высокой примесью кипрея, так как чистые китайские сорта чая из-за высоких пошлин были дороги. В своих трудах А. П. Субботин отдельно отметил исследования профессора Пеля (1889 год.) о том, что подмешивание копорского чая причиняет только экономический вред, так как сам по себе лист копорки не содержит вредных для здоровья частей. Однако до конца XIX века окончательно запретить его производство и сбыт не удавалось, так как спрос на дешевые напитки был велик, а в крестьянском хозяйстве их продажа была небольшим, но всё же заметным финансовым подспорьем, позволявшим платить высокие налоги.
Репутация копорского чая оставалась невысокой и после революции. В советском журнале «Природа» в 1944 году отмечалось: «Хотя по виду копорский чай нередко был похож на китайский, но он был неприятен на вкус, его настой имел зеленоватый, грязно-жёлтый цвет и оставлял на стенках стакана тёмный осадок».

#### Фруктовые чаи
Под названием «фруктовый чай» в продаже появлялись своеобразные сухие смеси, приготовленные из засушенных и измельчённых фруктов и ягод, иногда с примесью цикория, с добавлением измельчённой кожицы с плодов и измельчённых (давленных) семечек. Заваривание этого «чая» давало бурого цвета напиток, имеющий сладковатый, достаточно приятный в горячем виде вкус, хотя и не имеющий ничего общего в аромате и вкусе с настоящим чаем.
Дешевизна и относительно неплохой вкус (в сравнении с самыми дешёвыми, часто фальсифицированными китайскими чаями) сделали «фруктовый чай» довольно популярным у небогатых покупателей, а простота технологического процесса — измельчение и досушивание в печи, — позволили наладить его производство в массовых количествах. В нескольких губерниях в конце XIX века эти «чаи» были настолько популярны, что для их производства не хватало упаковки.
Проведённые в столицах исследования образцов «фруктового чая» показало, что производители используют для его производства почти любые сухофрукты с высоким содержанием сахара. Проводившие проверку исследователи указывали, что потребление такого «чая» в больших количествах может в некоторых случаях спровоцировать проблемы со здоровьем, учитывая наличие в составе кожуры с плодов, семечек, а также возможную неправильную термообработку. Однако в целом было признано, что фруктовые смеси имеют право на существование, хотя с 1888 года был введён запрет на использование в их продаже термина «чай».

#### Другие растительные суррогаты
В качестве заменителей и сырья для подделки чая использовались листья множества растений. Свои «предпочтения» в этой области были у каждого района империи. Использовались измельчённые листья дуба, ясеня, берёзы, вербы, подкрашенные куркумой для придания настою «чайного» цвета. В некоторых районах широко использовалась душица, малиновый и смородиновый лист, лист брусники. В Сибири основным сырьём для подделки чая был бадьян. На Кавказе — черника кавказская.

#### Борьба с фальсификацией чая в Российской империи и Советской России
Первые юридические нормы, направленные на противодействие фальсификации чая, появились в России ещё в начале XIX века. В 1815 году был издан, а в 1816 — высочайше подтверждён указ, согласно которому на всей территории Российской империи запрещалась продажа и производство «копорского чая». Наблюдение за исполнением этого указа возлагалось на полицейские органы. В 1834 году эта норма в неизменном виде вошла в новый свод законов Российской империи. Однако на практике предлагаемые законом меры были весьма слабы: нарушителям грозил лишь относительно небольшой штраф, налагаемый мировым судьёй, продавцу — также закрытие магазина на некоторое время. Полиция, занятая в большей степени другими делами, целенаправленной работы против фальсификаторов не вела. Слабой была и юридическая база: отдельных статей о фальсификации чая (или продуктов питания вообще) в Уголовном уложении не было, в судебной практике к фальсификаторам применялись статьи о незаконном обогащении путём обмана (если фальсификатор продавал поддельный чай под видом настоящего и брал за него соответствующую плату, то получаемая им разница могла рассматриваться как незаконный доход). Однако Субботин, ссылаясь на материалы единственного известного ему судебного процесса над фальсификатором чая в середине XIX века, замечает, что обвиняемый в результате был оправдан, так как суду не удалось доказать, что он продавал фальсифицированный чай под видом настоящего.
К концу XIX века объём фальсифицированного чая в продаже вырос настолько, что вопрос о пресечении фальсификации был поднят вновь на государственном уровне. Развитие технологии экспертизы продуктов питания (в частности, появление микрофотографии, позволявшей детально изучать «чаинки») дало доказательную базу выявления фальшивок и позволило количественно оценить масштабы проблемы. Был осознан тот факт, что при развившихся технологиях подделки покупатель уже не в состоянии сам определить качество покупаемой продукции, и необходимы государственные и общественные меры защиты населения от некачественных продуктов. Впервые к продавцам фальсифицированного чая стали применяться жёсткие санкции. Первым стал процесс торговцев Поповых, которых за производство фальшивого чая и торговлю им приговорили к каторге и ссылке на длительные сроки.
Звучали также голоса специалистов, заявлявших, что без снижения пошлин на ввоз китайского чая проблему фальсификации не решить (по некоторым подсчётам, отмена пошлины на ввоз чая снизила бы розничную цену настоящего чая на 50-75 %, что лишило бы фальсификацию экономического смысла). Предлагалось также в ряде случаев легализовать продажу чайных суррогатов, не наносящих вреда здоровью (в том числе вырабатываемого по «чистой» технологи «копорского чая», а также травяных и фруктовых чаёв), с тем условием, чтобы эти товары продавались под своими подлинными наименованиями. Эта мера помогла бы сохранить отчасти доходы производителей этих суррогатов и не нанесла бы вреда небогатым потребителям, которые всё равно не имели денег на китайский чай.
Распоряжением Министерства внутренних дел Российской империи от 1888 года было воспрещено под наименованием «чай» продавать растительные смеси и концентраты, не содержащие настоящего чая. Была введена в уголовное уложение статья, прямо предусматривающая наказание за фальсификацию чая. Аналогичная статья существовала и после Октябрьской революции в законодательстве Советской России, но была отменена при очередном пересмотре законов уже в 1920-х годах, как устаревшая.

### Выращивание чая в Российской империи
На территориях, когда-либо входивших в состав Российской империи, СССР или Российской Федерации, чай в естественном виде никогда не произрастал, а мест, пригодных для его выращивания, совсем немного.
С XVIII века существовали планы по выращиванию «русского чая», стимулируемые, с одной стороны, постоянно растущим потреблением чая в стране, с другой — дороговизной импортируемого китайского чая.
В 1792 году была опубликована статья некоего Г. Ф. Сиверса, в которой предлагалось закупить чайные кусты в Японии и создать плантации в районе Кизляра, бывшем на тот момент самой южной точкой Российской империи. Впрочем, дальше планов и теоретических выкладок дело тогда не пошло.
Первый документально зафиксированный случай выращивания чайного куста в России — 1817 год, когда чайное растение было выращено в Никитском ботаническом саду в Крыму.
Одну из первых попыток выращивать чайный куст для производства чая в России сделал Порфирий Евдокимович Кирилов, врач 11-й Русской духовной миссии в Пекине (1830—1840 года). Привезя с собой по возвращении в Россию чайный куст и семена, он в домашних условиях продемонстрировал возможность произрастания чая в России.
Правительство не уделяло внимания производству чая в России, поэтому вплоть до Октябрьской революции разведение чая было уделом богатых землевладельцев и отдельных энтузиастов. Промышленное чаеводство на территории Российской империи началось после Крымской войны. Пленный британский офицер, шотландец Джекоб Макнамарра женился на грузинской дворянке и поселился в Грузии. Именно он создал первые небольшие чайные плантации на землях князей Эристави, в районах Озургети и Чакви. В 1864 году на торгово-промышленной выставке был представлен «кавказский чай». Впрочем, чай этот был весьма низкого качества и пока не мог конкурировать с импортным китайским. После этого были предприняты попытки выращивания чая в Грузии, на землях царской семьи, но затея фактически провалилась, главным образом, из-за низкого качества посевного материала: закупленные в Китае и Японии семена оказались частью невсхожими, частью гнилыми.
В 1893 году Константин Семёнович Попов, наследник и продолжатель семейного чайного бизнеса начатого Константином Абрамовичем Поповым, приобрёл под чайные плантации несколько участков в Чакви вблизи Батуми, закупил рассаду и семена чайного куста и пригласил из Китая специалиста чайного дела Лау Джон Джау и несколько китайских рабочих. Под руководством Лау Джон Джау были выращены чайные листья высокого качества, в 1896 году был получен первый чай с новых плантаций, а в 1900 году чай плантаций Попова получил золотую медаль на выставке в Париже.
В 1896 году М. О. Новосёлов впервые вырастил чай в Ленкоранском районе Азербайджана, к 1900 году там были созданы первые небольшие плантации. В эти же годы крестьянин Иуда Антонович Кошман вырастил чайный куст в Солох-ауле, что в 60 километрах к северу от Сочи, то есть на территории нынешнего Краснодарского края. Таким образом, конец XIX — начало XX века можно считать временем появления в полном смысле этого слова «русского» чая, то есть чая, собранного на территории собственно России.
К 1913 году было, в общем, доказано, что российское чайное производство может быть рентабельным и давать чай высокого качества (так, «Русский чай Дядюшкина» получил медаль на Парижской выставке и был оценён выше ординарных китайских чёрных чаёв, главным образом, из-за большего количества типсов в его составе). Однако, несмотря на успешные в некоторых случаях эксперименты, наладить промышленное производство чая в значительных количествах в эти времена не удалось. Общая площадь посадок чая в Российской империи составляла не более 900 гектаров, производство чая было представлено тремя чайными фабриками, в год выпускалось 130—140 тонн готового чая, что в масштабах страны, потреблявшей несколько десятков тысяч тонн чая в год, было практически незаметно. В основном чай российского производства был низкого качества и использовался только для подмешивания к импортному.

### Ситуация с чаем в Советской России
В период 1917—1923 годов Советская Россия пережила «чайный» период: употребление алкогольных напитков было официально запрещено, при этом армия и рабочие промышленных предприятий снабжались чаем бесплатно. Была создана организация «Центрочай», которая занималась распределением чая с конфискованных складов чаеторговых фирм. Запасы были столь велики, что до 1923 года не было необходимости в закупках чая за границей. Тем не менее в 1918—1919 годах уже начались переговоры с Китаем о возобновлении поставок чая.

### Развитие чайного производства в СССР
После образования Советского Союза его руководство стало уделять большое внимание развитию отечественного производства чая. Возможно, сказалось то, что В. И. Ленин и И. В. Сталин любили и постоянно пили чай.
Была поставлена цель ослабить зависимость страны от поставок чая из-за рубежа.
В 1920-е годы была принята специальная программа по развитию чайного дела в стране. Был образован Анасеульский научно-исследовательский институт чая, чайной промышленности и субтропических культур, задачей которого стала селекционная работа по выводу новых сортов чая, прежде всего, пригодных для промышленного выращивания в местностях с холодной зимой (так, например, кусты сорта «Грузинский № 8» нормально переносили зиму с температурами до −25 °C).
В западной части Грузинской ССР было построено несколько десятков чайных фабрик. Начались регулярные посадки чайных плантаций (старые к 1920 году полностью погибли). К концу 1920-х годов чайные плантации в Грузии были созданы практически во всех районах, грузинский чай начал выпускаться в массовых количествах.
В Азербайджанской ССР к середине 1930-х годов были восстановлены имевшиеся плантации и посажены новые, к 1937 году на советском рынке появился азербайджанский чай.
Третий чаепроизводящий район — Краснодарский край — начал вновь развиваться с 1936 года, первые плантации были посажены в Адлерском и Лазаревском районах, но их разработке помешала Великая Отечественная война.
Работы были продолжены в 1949 году, когда были созданы чайные совхозы: Дагомысский, Адлерский, Верхне-Мацестский, Верхне-Хостинский, Солох-Аульский, Гойтхский, а также построены дагомысская и адлерская чайные фабрики, появился в продаже краснодарский чай.
Адыгейский чай — начали выращивать в 1938 году.
С 1948 года были сделаны попытки расширить ареал промышленного культивирования чая. Экспериментальные плантации были заложены в Зеленчукском районе Ставропольского края РСФСР, в Закарпатской области Украинской ССР, в Казахстане. Во всех случаях эксперимент увенчался успехом — высаженные чайные кусты нормально переносили зиму и давали чайный лист приемлемого качества, пригодный для изготовления чая, однако после смерти Сталина выращивание чая в этих регионах было прекращено. (Самая северная чайная плантация на склоне Красной горы около города Мукачево одичала, заросла лесом, мелкий кустарник растёт до сих пор и является туристическим объектом, энтузиасты пытаются возродить мукачевский чай)
К началу 1970-х годов на уровне руководства СССР уже созрело решение о специализации этих районов именно на производстве чая, для чего предполагалось, в частности, передать под чайное производство земли, используемые для других сельскохозяйственных культур.
Однако эти планы не были реализованы, главным образом из-за сопротивления руководства Грузинской ССР, в том числе В. Мжаванадзе и Э. Шеварднадзе.
Более того, под предлогом избавления от ручного труда к началу 1980-х в Грузии практически полностью прекратили ручной сбор чайного листа, перейдя целиком на машинный, дающий крайне низкое качество продукции.
Пиком развития чайного производства в СССР следует считать, по-видимому, вторую половину 1970-х годов. В это время площадь под чаем достигла максимума — 97 тысяч гектаров, то есть по сравнению с дореволюционными временами выросла более чем в 100 раз.
В СССР имелось 80 предприятий чайной промышленности, в Грузии готового чая производилось 95 тысяч тонн в год, в Азербайджане — порядка 38,5 тысяч тонн в год.
К 1986 году общее производство чая в СССР достигло 150 тысяч тонн, плиточного чёрного и зелёного — 8 тысяч тонн, зелёного кирпичного — 9 тысяч тонн.
В 1950-х — 1970 годах СССР экспортировал чай — грузинский, азербайджанский и краснодарский чаи поступали в Польшу, ГДР, Венгрию, Румынию, Финляндию, Чехословакию, Болгарию, Югославию, Афганистан, Иран, Сирию, Южный Йемен, Монголию. В Азию шёл, главным образом, кирпичный и плиточный чай.
Потребность СССР в чае удовлетворялась собственным производством, в разные годы, на величину от 2/3 до 3/4.
Одновременно с развитием собственного производства продолжался импорт чая из-за рубежа. Сначала основным поставщиком был Китай, затем, по мере сокращения китайского экспорта (связанного с внутренними политическими процессами в Китае, из-за которых в некоторые годы он вовсе не поставлял чай на мировой рынок), начались закупки чая в Индии, Шри-Ланке, Вьетнаме, Кении, Танзании. Поскольку качество грузинского чая, по сравнению с импортным, было невысоким (главным образом, из-за попыток механизации сбора чайного листа), активно практиковалось смешивание импортных чаёв с грузинским, в результате которого получался продукт приемлемых качества и цены.
К концу 1970-х годов ситуация с собственным производством чая в СССР стала быстро ухудшаться. Грузия, где производилась основная доля советского чая, практически полностью перешла на механический сбор чайного листа, из-за чего качество грузинского чая упало чрезвычайно сильно. Одновременно снизилась и технологическая дисциплина, например, стал допускаться сбор листьев в дождливую погоду, что совершенно недопустимо.
За последующее десятилетие, с 1981 по 1991 год, сбор чая в Грузии упал с 95 до 57 тысяч тонн в год, а прогрессирующее ухудшение качества привело к тому, что фактически производство чая упало более чем вчетверо — более половины от общего объёма чайного сырья, поступавшего на фабрики, браковалось как непригодное для производства чая, а из той части, что проходила контроль, высококачественный чай было практически невозможно получить. Попытки «усовершенствовать» (фактически — ускорить и удешевить) технологию обработки чайного листа, предпринимаемые на советских чайных фабриках, в частности, введение процессов досушивания при повышенной температуре, «ускоренной ферментации» (обработки невысушенного чайного листа в расчёте на то, что он успеет ферментироваться в ходе других технологических операций) дополнительно ухудшали и без того невысокое качество сырья. В результате на прилавки попадал низкосортный чай, с большим количеством побегов (в народе именуемых «дровами»), практически не имеющий чайного аромата. Естественно, это привело к переориентации потребителей на импортный чай, но его закупалось гораздо меньше общей потребности, в результате чистый индийский и цейлонский чай быстро попал в разряд дефицита, купить его в магазинах стало практически невозможно — его завозили крайне редко и небольшими партиями, он моментально раскупался. Иногда индийский чай завозился в столовые и буфеты предприятий и учреждений.
С середины 1980-х годов прогрессирующий товарный дефицит коснулся товаров первой необходимости, в том числе сахара и чая. При этом внутренние экономические трудности СССР совпали с гибелью индийских и цейлонских чайных плантаций (подошёл к завершению очередной период роста) и повышением мировых цен на чай. В результате чай, как и ряд других продуктов питания, почти исчез из свободной продажи и стал продаваться по талонам (см. Товарный дефицит в СССР). Впоследствии в больших количествах стал закупаться турецкий чай.

### Советские сорта чая
Оценка качества чая производилась по 10-бальной системе с шагом в 0,25 балла. На оценку влияют такие показатели чая как экстрактивность (способность чая отдавать в напиток как можно больше растворимых веществ), полнота и терпкость вкуса, приятный аромат, цвет и чистота (отсутствие мути) настоя, цвет разваренных листьев и так называемая уборка — внешний вид сухого чая.

#### Байховый чаи
Оценка зелёного чая высших сортов производится более строже, чем оценка тех же сортов чёрного, так как в зелёном чае содержится больше танина (90 и 50 % соответственно от содержания в свежем листе).
Байховый (рассыпной чай со скрученными листочками) чёрный и зелёный чай делился на следующие сорта:
- Букет (5,00 баллов и выше для чёрного чая / 5,75 и выше для зелёного) — чай наивысшего качества, производимый из двухлистных флешей (молодых верхних листочков)[30]. В зависимости от происхождения назывался «Букет Грузии», «Букет Азербайджана» или Краснодарский чай «Букет»[31]. Более высокой оценки в 7—8 баллов удостаивались только высококачественные южно-индийские и цейлонские чаи. В 9—10 баллов оценивались очень редкие чаи, одной из характеристик которых является «сильный розанистый аромат».
- Экстра (4,75—4,25 / 5,50—5,25) — также вырабатывается из флешей[30].
- Высший сорт (4,00—3,75 / 5,00—4,75).
- Первый сорт (3,50—3,25).
- Второй сорт (I-й категории 3,00—2,75; II-й кат. 2,50—2,25; III-й кат. 2,00—1,75).
- Третий сорт (1,50).

По вкусу качественные грузинский и азербайджанский чаи различались незначительно, хотя в период падения качества грузинского чая азербайджанский сохранял своё качество, поэтому чаи одного сорта могли очень сильно отличаться. Ещё одной особенностью азербайджанского чая было то, что он был очень мелким. Краснодарский чай был более ароматен и имел более сладковатый привкус, чем грузинские и азербайджанские чаи. В целом лучшие сорта краснодарского чая ценились выше грузинского, но краснодарский чай очень чувствителен и быстро терял качество при транспортировке, из-за чего качество его колебалось в зависимости от места расфасовки: чай Адлеровской чайной фабрики был заметно ароматнее того же чая, расфасованного в Одессе или Рязани.
Зелёный чай, продаваемый в СССР, был исключительно собственного производства. Сорта зелёного листового чая маркировались «номерами» — от № 10 до № 125 с шагом 5 или 10. Номер указывал на качество — № 10 соответствовал самому низкому качеству третьего сорта (фаннингс), № 125 имел лучший зелёный чай высшего сорта.
- Высший сорт — № 115, 125.
- Первый сорт — № 85, 95,100, 110.
- Второй сорт — № 45, 55, 60, 65.
- Третий сорт — № 10, 15, 20, 25, 35, 40.

Выше № 125 стояли «Экстра» и наивысший сорт — «Букет».
Чаи высших сортов — «букет», «экстра» и высший сорт, — по всем показателям находились на лучшем мировом уровне качества зелёного чая. Чаи первого—третьего сортов имели более низкое качество, хотя даже третий сорт зелёного чая был достаточно неплох. В республиках Средней Азии был очень популярен грузинский зелёный чай № 95, обладающий характерным терпким вкусом.
Индийский чай, продаваемый в СССР, завозился оптом и фасовался на чаеразвесочных фабриках в стандартную упаковку — картонную коробку «со слоном» по 50 и по 100 грамм (для чая высшего сорта). Для индийского чая первого сорта использовалась зелёно-красная упаковка. Далеко не всегда чай, продаваемый в качестве индийского в магазинах, действительно был таковым. Так, в качестве «индийского чая первого сорта» в 1980-х годах продавалась смесь, в состав которой входило: 55 % грузинского, 25 % мадагаскарского, 15 % индийского и 5 % цейлонского чая.
Помимо чистых собственных сортов и чистых и смешанных импортных производились «официальные» купажи чёрного индийского и грузинского чая, выпускавшиеся под марками:
- Чай № 36 — грузинский и 36 % индийского (зелёная упаковка);
- Чай № 20 — грузинский и 20 % индийского (зелёная упаковка)

Эти марки дольше продержались в свободной продаже, чем чистый индийский и цейлонский чаи, и ценились покупателями, так как были заметно лучше чёрного грузинского чая первого—второго сорта.

#### Прессованные чаи
Помимо байхового, в СССР производился прессованный плиточный (чёрный и зелёный) и кирпичный чай (только зелёный).
Чёрный плиточный делился на высший, 1-й, 2-й и 3-й сорт. Зелёный плиточный был только третьего сорта.
Кирпичный чай по сортам не разделялся.

### Конец XX века
Динамика потребления чая в России в последнее десятилетие XX века была преимущественно отрицательной. Если в 1987 году потребление чая в РСФСР составило 1125 граммов на человека, то к 1995 году снизилось до 800 граммов, а к 1997 году — до 600 граммов. Отмена системы государственных закупок сырья и отсутствие средств у чаеразвесочных фабрик вызвали резкое падение производства чая. В 1997 году неурожай привёл к повышению цен на мировом рынке, одновременно были подняты пошлины на ввоз фасованного чая в Россию (при размере пошлины на нефасованный чай в 5 %, пошлина на фасованный поднялась с 10 % до 20 %). Предполагалось, что эта мера стимулирует закупку чая для фасовки в России, что обеспечит загрузку производства и будет способствовать наполнению бюджета. Фактически же спад производства продолжился, поступления в бюджет практически не увеличились, лишь поднялась цена чая и ещё снизилось его потребление.
В 1990-е годы в России отмечено значительное снижение качества известных марок чая и появление на рынке множества новых. За последние три года XX века число импортеров чая в Россию, по данным Чайной ассоциации России, выросло с 500 до 1500, и большинство новых фирм-импортеров поставляли чай не вполне легально. По некоторым оценкам, объём «серого» импорта чая составлял порядка 30-50 тысяч тонн в год.
Кризис 1998 года благотворно сказался на чайном рынке России: резкое падение курса рубля сделало импортный фасованный чай недоступным для широких слоёв населения, и ведущие производители вынужденно перенесли фасовку в Россию. Уровень продаж вырос и за счёт снижения потребления также сильно подорожавших кофе и соков. При этом упал спрос на листовые сорта и дорогие элитные чаи, но вырос — на дешёвый и менее качественный гранулированный, который осенью 1998 года составлял до 80—90 % объёмов продаж. Ещё одним следствием кризиса стало сокращение импорта относительно дорогого цейлонского чая и переключение на более дешёвый индийский.
С января 1999 года ситуация стабилизировалась, впоследствии начался рост спроса на качественные и элитные сорта чая. Одновременно начался рост потребления пакетированного чая, который до этого особым спросом в России не пользовался (если в целом по миру пакетированный чай составляет до 90 % рынка, то в России на 1999 год его доля не превышала 9 %).

### Современное состояние и перспективы
На начало XXI века доля потребления листового чая в России составила 73 %, гранулированного — 27 %. Несмотря на популяризацию зелёного чая, на его долю приходилось всего 2 % потребления чая (94 % — чёрный чай, 4 % — различные ароматизированные чаи).
Согласно исследованиям середины первого десятилетия XXI века на 2005 год 82 % населения России регулярно пило чёрный чай, 2,2 % — зелёный. В среднем на одного жителя страны приходилось 440 миллилитров чёрного чая и 10 миллилитров зелёного чая в день. В период 1993—2003 годов постепенно росло потребление кофе и зелёного чая, одновременно снижалась доля чёрного чая на рынке. По данным на 2008 год, доля потребителей чёрного чая в России возросла до 84 %, при этом среднедневное потребление чёрного чая сократилось до 335 миллилитров на душу населения, а зелёного — выросло до 49 миллилитров. На 2010 год доля населения, пьющего чай, достигла 98 %, средний уровень потребления чая вернулся к максимуму советских времён — более 1,2 килограммов на человека в год, по этому показателю Россия снова вошла в пятёрку самых чаепьющих стран мира.
Российский чайный рынок, по данным ассоциации «Росчайкофе», — четвёртый по абсолютному объёму потребления после Китая, Индии и Турции и первый по объёму импорта, составляющего в разные годы 160—180 тыс. тонн в год (из них около 10 тысяч тонн реэкспортируются в страны СНГ). Основным поставщиком чая является Индия (около 50 % импорта), далее следует Шри-Ланка (около 20 %), кроме того, Россия массово закупает чай в Китае, Кении и Индонезии.
После десятилетия упадка восстанавливается собственное производство чая, которое сосредоточено исключительно в Краснодарском крае; объёмы производства краснодарского чая крайне невелики, они не превышают 280—300 тонн в год, что составляет всего 0,17 % внутреннего потребления.
Более 80 % чая, продаваемого на территории России, фасуется там же. Большинство действующих чаеразвесочных производств сосредоточены в Московской и Ленинградской областях, на них приходится свыше 90 % всего чайного производства России. Благотворно сказалась на чайном производстве России отмена в 2007 году ввозных пошлин на нефасованный чай.
За первое десятилетие XXI века число чаеторговых компаний сильно сократилось и составляет порядка 70, из которых лишь четыре — крупные, контролирующие в совокупности более 70 % рынка: Unilever (Lipton, Brooke Bond, «Беседа»), «Май» («Майский», «Лисма» и Curtis), «Орими Трэйд» (Greenfield, ТESS, «Принцессы»), СДС-ФУДС (Ahmad). Средние и мелкие компании ориентированы на закупку либо самого дешёвого чая, либо, наоборот, чая премиум-класса. Российский рынок — самый развитый в мире по качеству потребления, нигде более нет такого разнообразия марок чая.
По оценкам экспертов, в потреблении чая в России сейчас наблюдаются следующие основные тенденции:
- Чайный рынок России находится в состоянии, близком к насыщению. Объёмы продаж в последние годы колеблются вокруг одних и тех же средних значений и вряд ли будут ощутимо расти. Меняется лишь структура потребления.
- Растёт популярность пакетированного чая. Если в начале XXI века его доля составляла 9 %, то сейчас, по некоторым оценкам, она уже достигает 40—50 %.
- Увеличивается популярность ароматизированных чаёв с фруктовыми и цветочными добавками.
- Сохраняется приоритетное потребление чёрного чая, хотя зелёный за последнее десятилетие усилил свои позиции — сейчас россияне пьют примерно в десять раз больше чёрного чая, чем зелёного, тогда как на начало века соотношение превышало 30/1.
- Неослабевающим спросом пользуются дорогие, элитные марки чая.
- В целом стоимость чая в России постепенно растёт (что естественно для насыщенного рынка[прояснить]), в особенности это касается массовых высококачественных сортов, в низшем ценовом сегменте рост не так заметен. В качестве причин называют рост мировых цен на сырьё, подорожание упаковки и рост транспортных расходов. Эта тенденция уже приводит к ухудшению ассортимента за счёт постепенного отказа торговых сетей от дорогих высококачественных марок чая. По словам исполнительного директора Московской чайной фабрики Александра Шульгина, «… мы идём по западному сценарию развития чайного рынка. Там с каждым годом ассортимент чая на полках сокращается, и у потребителя почти не остается выбора»[38].

Существуют также прогнозы, согласно которым в ближайшие годы общее потребление чая (в натуральном выражении) в России будет снижаться в среднем по 2 % в год из-за перехода части населения на другие продукты, снижения общей численности населения и увеличения доли пакетированного чая в рационе. В частности, на российском рынке увеличивается доля напитков без содержания кофеина.

## Традиции чаепития

### Происхождение русских чайных традиций
Первые традиции и ритуалы, связанные с употреблением чая, были сформированы в России на рубеже XVIII—XIX веков двумя богатейшими сословиями тогдашнего русского общества: дворянами-аристократами и купечеством. В дворянской среде была позаимствована, с некоторыми изменениями, британская чайная традиция: чай пили за безукоризненно накрытым столом, из фарфорового сервиза, часто с молоком. Чай подавался в сухом виде, в специальной чайнице, и заваривался непосредственно за столом. Основным содержанием встречи за чаем было общение, сам чай, по сути, играл вспомогательную роль. Именно в дворянской среде первоначально появился обычай мужчинам пить чай из стаканов резного стекла в подстаканниках, обычно серебряных; с распространением фарфора эта манера забылась, но впоследствии возродилась в трактирном чаепитии простонародья. Тогда же начали пить чай, смешивая его со спиртным, главным образом — с ромом. Ром, как и чай, импортировался, стоил немалых денег и был доступен немногим.
Купечество создало свою традицию чаепития, соответствующую общей тенденции выставлять зажиточность и благополучие напоказ. Та же манера употребления чая была характерна для богатых помещиков. Купеческий чайный стол — это то, что в первую очередь представляется, когда заходит речь о питье чая «по-русски»: самовар, варенье, мёд, разнообразная выпечка, от сушек и бубликов до пирогов с мясом, питьё чая из блюдца. Купеческое чаепитие было длительным, в ходе его выпивалось до нескольких десятков чашек чая. Многократное заваривание чая и манипуляции с несколькими чайниками в ходе такого чаепития были неудобны, поэтому заварочный чайник обычно использовался один, чай заваривался в нём очень крепко и разводился непосредственно в чашке кипятком из самовара. Таким образом, ещё в начале XIX века сформировалась традиция двухчайниковой заварки, которая сохраняется в России и по сей день.
Влияние на чайные традиции оказал и «чайный общепит» Российской империи, развившийся в конце XIX — начале XX века. В трактирах чай подавали «па́рами», то есть в двух чайниках: большой, с кипятком, и устанавливающийся на него сверху в специальное углубление маленький заварочный чайник, с заваркой (получался своего рода «самовар в миниатюре»). Клиент сам наливал себе в чашку заварку и разводил её кипятком до нужной крепости. В трактирах возродилась традиция питья чая из стаканов, которые были дешевле и долговечнее фарфоровых чашек и допускали, к тому же, двойное использование, так как в них можно было подавать и спиртное. В буфетах и дешёвых закусочных чай подавался прямо в стакане, который посетители обычно требовали наливать как можно полнее. По одной из версий, именно отсюда пошла манера наливать гостю чай «всклень».
Русская чайная в дореволюционные времена была примерно тем же, что и восточная чайхана: в ней пили чай, заедая различными закусками, беседовали, проводили деловые встречи. В больших чайных было два отдельных зала: чайный, где, собственно, пили чай, и «деловой», где писцы и стряпчие (юристы невысокого ранга) подрабатывали, составляя за небольшую плату документы, письма, прошения, давая консультации. Столы в чайном зале были только общие, длинные, большие самовары выставляли прямо на столы. Чай подавался клиентам в виде заварки, которую каждый по вкусу разводил кипятком из самовара.
Попытки следовать дворянским и купеческим примерам при меньших финансовых возможностях создали во второй половине XIX века мещанскую традицию чаепития. Городские обыватели, подражая дворянам, собирались за чаем для беседы, при этом делалась попытка насколько возможно приблизиться к купечеству по богатству стола. Поскольку чай был довольно дорог, пили его жидким. В популярной кулинарной книге конца XIX века рекомендуется на четырёх человек класть в заварник всего одну чайную ложку сухого чая, заваривать его четверть часа и разлить по чашкам, разбавив кипятком, то есть норма заварки предлагается вчетверо меньше типичной современной. Как и у более богатых сословий, к чаю обязательно подавались закуски, но были они дешевле и проще. Помимо разговоров, питьё чая могло сопровождаться «культурной программой» в виде исполнения песен под гитару. Считается, что появлением такого музыкального направления, как русский городской романс, русская культура обязана именно чайным посиделкам мещан.

### Общая характеристика русского чаепития
Считается[кем?], что в России предпочитают некрепкий чёрный чай — советская норма закладки чая для предприятий общественного питания составляла 4 грамма на литр[это не подтверждает предпочтений]. В России чай пьют обычно после трапезы, а иногда — отдельно от неё, к чаю подают выпечку или кондитерские изделия — таким образом, чай заменяет десерт. В зависимости от индивидуальных вкусов к чаю может добавляться сахар, лимон или лимонный сок (выдавленный из разрезанного лимона непосредственно в чашку), мёд, варенье. Варенье обычно едят с чаем вприкуску либо намазывают на хлеб, реже — кладут непосредственно в чай. Мёд также может намазываться на белый хлеб или использоваться как добавка в чай, заменяющая сахар. Иногда чай пьют с молоком или сливками. Также в чай может добавляться бальзам, коньяк или ром.
Традиционно в России воду для чая кипятили в самоваре, способном долго сохранять воду горячей, а также подогревать заварочный чайник для лучшей экстракции чая. Самовар при чаепитии выставлялся на середину стола, ближе к хозяйке, либо на небольшой дополнительный столик рядом с хозяйкой, что было эстетично, удобно (не нужно никуда отходить, чтобы налить гостю ещё чаю, если он пожелает) и позволяло хозяевам продемонстрировать уровень своего достатка, одним из символов которого был самовар как можно бо́льшего веса. Однако в настоящее время самовары (в основном — электрические) очень редки, обычно воду кипятят на плите в металлическом чайнике, либо используют электрочайник. Впрочем, производство самоваров (в том числе и дровяных) в России сохраняется, главным образом как сувенирной продукции.
Для торжественных и формальных чаепитий подаются фарфоровые или фаянсовые чайные па́ры с чашкой небольшого размера (200—250 миллилитров). В домашнем чаепитии кое-где сохраняется традиция переливания горячего чая из чашки в блюдце и питья из него. В повседневной жизни чай пьют из любой подходящей по размеру и привычной посуды: из чашек, стаканов, кружек. На железных дорогах сохранился обычай подавать чай в стеклянном стакане, установленном в подстаканник.
Особенностью русского чаепития, сохраняющейся и поныне, является двухчайниковая заварка: чай заваривают в небольшом чайнике гораздо крепче, чем его пьют — в чайнике объёмом около половины литра заваривается количество сухого чая, достаточное для нескольких человек. Концентрированную заварку разбавляют кипятком непосредственно при розливе по чашкам, регулируя крепость напитка по вкусу. Иногда после однократного розлива заварку повторно заливают кипятком и настаивают, но не более одного раза.
Хотя употребление чая в России, в отличие от японцев или англичан, не сопровождается формализованным церемониалом, к XIX веку сложились свои особенности этикета употребления чая, большинство из которых сейчас уже забыты. Например, гость, выпив одну чашку чая, должен был отказываться от следующей, пока хозяйка несколько раз не попросит его продолжить чаепитие.
До сих пор распространён вариант питья чая с сахаром «вприкуску»: несладкий чай пьют, держа при этом во рту небольшой кусочек твёрдого сахара так, чтобы сахар «омывался» чаем, либо от кусочка сахара просто откусывают понемногу, запивая крошки сахара чаем. Во втором случае сахар иногда предварительно обмакивают краешком куска в чай, чтобы уменьшить его твёрдость. В прошлом питьё «вприкуску» было данью экономии, сейчас его иногда практикуют любители чая, считающие, что добавление сахара прямо в напиток портит его вкус. Ещё одна почти забытая уже традиция — питьё чая «с полотенцем», согласно которой перед чаепитием на шею вешали полотенце «для утирания пота».
В небогатых семьях стакан или чашку накрывали и клали сверху кусок сахара, который надо было растягивать на всё чаепитие — этот обычай диктовался дороговизной сахара; в более состоятельных сахар ставили на стол и клали ложечку в стакан или чашку. Сегодня нередко в сахарницу кладётся общая ложка, которой сахар накладывают в чашки, при этом размешивает сахар в чае каждый своей ложкой.
Сохранившейся традицией остается традиция наливать гостю полную чашку чая. Это означает, что хозяин не хочет, чтобы гость быстро уходил. Впрочем, с распространением традиции пить чай большими (иногда до полулитра) чашками, перед тем как налить такую чашку полной, у гостя интересуются, сколько ему наливать.

### Особенности чаепития в различных ситуациях

#### Повседневное домашнее чаепитие
Как правило, в российской семье чай пьют не менее двух-трёх раз в день (не считая, разумеется, тех семей, где предпочитают кофе). Чай сопровождает каждый приём пищи, пьют его и отдельно от еды. Чаще всего заваривается листовой или гранулированный чёрный чай, марка которого выбирается в зависимости от предпочтений и финансовых возможностей. Чай в пакетиках ценители чая обычно считают заведомо низкокачественным и невкусным и пьют лишь по необходимости, когда обстоятельства не позволяют заварить рассыпной чай. Некоторые любители специально собирают и сушат различные травы и ягоды для добавления в чай: мяту, мелиссу, лист чёрной смородины, зверобой, лист малины, ягоды шиповника.
Чай заваривается, как правило, на всю семью, в одном заварочном чайнике, откуда разливается по чашкам и разбавляется кипятком по вкусу. Заварочный чайник ещё раз или два может доливаться кипятком. Сахар к чаю подают отдельно, чтобы каждый мог подсластить чай по вкусу либо выпить чаю вовсе без сахара. К чаю подают сладкие кондитерские изделия, печенье, конфеты. Утренний чай пьют обычно за столом непосредственно на кухне, вечером чаем может сопровождаться просмотр телепрограмм.
Посуда для домашнего чаепития может выбираться самая различная — от миниатюрных чашек и пиал до огромных кружек объёмом до полулитра и более. Нередко у каждого члена семьи имеется собственная излюбленная чашка или кружка.

#### Чай в праздничном застолье
Чай в России — практически обязательный элемент «полноценного» праздничного застолья, званого обеда или ужина. По сути, такое застолье делится на две части: в первой подают еду и спиртное, во второй — чай и сладости. При переходе к «чайной» части обеда стол прибирается и накрывается для чая. Хотя этикет, вообще говоря, не требует единообразия чайной посуды, для торжественных и формальных случаев считается предпочтительным использовать посуду из одного сервиза. Нередко в семье имеется «парадный» чайный сервиз, который используется только для торжественных чаепитий.
Для питья чая подаются чайные пары, пирожковые тарелки, чайные ложки, сахар (песок или рафинад) в сахарнице с отдельной ложкой или щипчиками для накладывания сахара, конфеты в вазочках, выпечка, нарезанная на порции, нарезанный белый хлеб и/или готовые бутерброды — на блюдах. Может подаваться молоко или сливки в молочнике. Лимон подаётся тонко нарезанными ломтиками на блюдце, обычное сливочное или шоколадное масло — на блюдце или в специальной маслёнке. Варенье и мёд выставляется на стол в небольших вазочках, обычно стеклянных или хрустальных, с ложкой; гостям подаются небольшие розетки, куда те могут положить себе варенье или мёд из общей вазочки. Может выставляться на стол бальзам, ром или коньяк для добавления в чай. Чайник или кувшин с горячей водой и заварочный чайник также выставляются на стол либо ставятся на дополнительный столик рядом с хозяйкой. Если к чаю подаётся торт, то он ставится на центр стола. Обычно рекомендуется подавать торт предварительно разрезанным, но если торт — существенный элемент застолья, например, на день рождения, то хозяйка (хозяин) разрезает его прямо на столе. Торт раскладывают лопаточкой по тарелкам гостей. При отсутствии специальных пирожковых тарелок (или места для них, если стол невелик) считается допустимым класть куски торта на чайные блюдца, чашки при этом ставятся непосредственно на стол.
При розливе чая по чашкам крепость напитка регулируется индивидуально, по вкусу, сахар и другие добавки каждый кладёт себе в чашку самостоятельно. Сахар кладут в чашку общей ложкой (или щипчиками), а размешивают — своей. В отличие от английского этикета, который предписывает есть выпечку с помощью ножа и вилки, в русском чаепитии «твёрдую», нарезанную порционными кусками выпечку и бутерброды берут руками, торт и «мягкую» выпечку едят чайной ложкой.
Никакого формализованного порядка поведения за чайным столом, подобного японской чайной церемонии, в России нет, напротив, этот этап трапезы предполагает свободную беседу на произвольные темы. Завершение чаепития означает завершение застолья в целом.

#### Отдельное специально организованное чаепитие
Отдельное чаепитие может быть организовано специально, как вариант недолгого, недорогого и не требующего сложных приготовлений совместного времяпровождения за приятной беседой. При этом оно протекает приблизительно так же, как и в предыдущем случае; мера соблюдения этикетных формальностей, ассортимент сладостей, выпечки и других закусок к чаю при этом может очень сильно колебаться, в зависимости от возможностей устроителей (участников), уровня их знакомства друг с другом и временны́х ограничений. Иногда такое чаепитие регулярно или время от времени устраивают в перерыве на рабочем месте (в офисе); в этих обстоятельствах обычно пьётся пакетированный чай под небогатый выбор кондитерских изделий, принесённых из дома или купленных в ближайшем магазине.

#### Приём неожиданных гостей
В России принято подавать чай гостю, явившемуся с визитом, в том числе незапланированным, официальным или связанным с какими-либо побочными обстоятельствами (зашедшему что-то взять или отдать, сообщить, пригласить и так далее). Предложение чашки чая в таких обстоятельствах считается знаком гостеприимства, в особенности в холодное время года, когда предполагается, что пришедший с улицы гость мог продрогнуть. Из домашней культуры этот обычай давно уже перешёл в офисную, и сейчас в офисе считается практически обязательным предложить визитёру чаю или кофе, если обстоятельства и время это позволяют, в особенности — когда тот вынужден некоторое время ожидать, либо в процессе или в перерыве длительных встреч или переговоров.
Как правило, никаких сервировочных и кулинарных изысков не предполагается, подают любой имеющийся чай (в офисе, как правило — пакетированный), если есть возможность выбирать — спрашивают у гостя, что он предпочитает; к чаю подаётся сахар и, возможно, что-нибудь из ординарных кондитерских изделий. Чай сервируется там, где это удобнее в конкретных обстоятельствах, хозяин может составить гостю компанию по чаепитию, но может и не делать этого, а просто присутствовать; второе подчёркивает, что хозяин считает необходимым выполнить долг гостеприимства, но предпочитает быстрее перейти к непосредственной цели визита.

### Калмыцкий чай
Кроме традиции русского чаепития, в России среди населяющих её народов есть традиции употребления чая по степному обычаю: со специями, маслом и молоком.

## Чай в русской культуре

### В языке
Слово «чай» в русском языке созвучно, а в некоторых грамматических формах — аналогично ныне устаревшему глаголу «чаять» (ожидать, надеяться). В силу этого созвучия ранее — в разговорном языке, а сейчас — преимущественно в литературе можно встретить различные варианты каламбуров на тему «чай — чаять», вроде: «Чаю выпить чаю» (первое «чаю» — первое лицо единственного числа от «чаять», второе — родительный падеж единственного числа от «чай»).
Имеется в русском языке и целый ряд крылатых выражений, пословиц и поговорок на чайную тему. Например:
- «Гонять чаи» (с ударением на конечную «и»)  — о не ограниченном строгими временны́ми рамками неспешном чаепитии в небольшой компании, затеянном ради приятной беседы или просто как средство скоротать время, когда больше нечем заняться. Может употребляться в отрицательной коннотации, как синоним «праздно, бесполезно проводить время», например: «Почему люди не работают? Вы сюда что, чаи гонять приехали?»
- «[По]баловаться чайком» — более экспрессивный синоним нейтрального выражения «выпить чаю». Может применяться в отношении питья чая «к случаю», когда предоставляется подходящий момент.
- «Чай да сахар!» (устаревшее) — вежливая фраза, которая произносилась гостем, пришедшим в неурочное, заранее не оговорённое время и заставшим хозяина за питьём чая. Аналог гораздо более старого «Хлеб да соль!», применявшегося, когда гость заставал хозяев обедающими. В ответ на «Чай да сахар!» хозяева могли предложить гостю присоединиться к чаепитию, но могли ответить и «Свой пьём!», давая понять, что не считают нужным приглашать нежданного гостя к столу; такой отказ, по крайней мере, по отношению к малознакомым людям, считался негостеприимным, но вполне допустимым, обижаться на такое было не принято.
- «Даже чаю не предложили» — характеристика крайне холодного, недружелюбного приёма.
- «[Неужели] даже чаю не попьёте?» — фраза, обращённая к визитёру, собирающемуся немедленно уходить; выражает лёгкий, вежливый укор за скоротечность визита и сожаление хозяина по этому поводу.
- В Тулу со своим самоваром не ездят — запасаться в дорогу предметами, которых в избытке там, куда отправляешься (обыгрывается город Тула, один из крупнейших центров производства самоваров в дореволюционной России).
- Чай не водка — много не выпьешь. — ироничная форма предложения: «Чаепитие пора заканчивать».
- Чаем на Руси никто не подавился! — комментарий к попаданию чаинок в чашку.
- Чай не пил — какая сила? Чай попил — совсем ослаб! — шутливый комментарий к расслаблению человека после чаепития.
- Чай несу — не подумайте, что выгоняю! — хозяйка при подаче чая гостям даёт понять, что не рассчитывает на соблюдение этикетного принципа: «Конец чаепития — конец визита».
- Чай пить — не дрова рубить.
- Не ленись, а отличай, где солома, а где чай!
- Выпей чайку́ — забудешь тоску.
- Мы за чаем не скучаем — по семь чашек выпиваем!
- Приходите к чаю — пирогами угощаю.
- Чай у нас китайский, сахарок — хозяйский.
- Рюмка чая — эвфемизм для употребления спиртных напитков, например: «Ты меня не забывай, заглядывай иногда на рюмку чая!»
- Утром чай, днём чаёк, а вечером чаище.

### В литературе
Антиох Кантемир в комментариях к своей Второй сатире «На зависть и гордость дворян злонравных» (написана в России, ходила в списках, издана в 1762 году) отмечает: 
Всем известно же, что лучший чай (пахучий и вкусный листок древа, так называемого) приходит из Китая и что, того листика вложив щепоть в горячую воду, вода та становится, приложив кусок сахару, приятное питьё.
Чай в жизни помещиков XIX века многократно упоминается в поэме «Евгений Онегин» Александра Сергеевича Пушкина. Так, например, чаем угощают желанного гостя, возможного кандидата в женихи:
…Зовут соседа к самовару,
А Дуня разливает чай;
Ей шепчут: «Дуня, примечай!»
Потом приносят и гитару:
И запищит она (Бог мой!):
«Приди в чертог ко мне златой!»..
Чай — непременный атрибут вечерних посиделок с соседями, приёма, бала:
…Под вечер иногда сходилась
Соседей добрая семья,
Нецеремонные друзья,
И потужить, и позлословить,
И посмеяться кой о чём.
Проходит время; между тем
Прикажут Ольге чай готовить,
Там ужин, там и спать пора,
И гости едут со двора.
…
Смеркалось; на столе, блистая,
Шипел вечерний самовар,
Китайский чайник нагревая;
Под ним клубился легкий пар.
Разлитый Ольгиной рукою,
По чашкам темною струею
Уже душистый чай бежал,
И сливки мальчик подавал.
Чай подают утром хозяйке в комнату:
…Но, дверь тихонько отпирая,
Уж ей Филипьевна седая
Приносит на подносе чай.
«Пора, дитя мое, вставай»
Иван Гончаров в своих произведениях много внимания уделяет чаепитию и особенностям приготовления чая в России и у других народов. Он пишет: «Мы называем хорошими нежные, душистые цветочные чаи. Не для всякого носа и языка доступен аромат и букет этого чая: он слишком тонок. Эти чаи называют здесь (имеется в виду Англия и её колонии) пекое (pekoe flower)». По мнению Гончарова, англичане совершенно не умеют ценить хороший чай, и предпочитают пить «особый сорт грубого чёрного или смесь его с зелёным, смесь очень наркотическую… то есть чего-то вроде яда». По его свидетельству, для англичан и американцев русский чай кажется слабым и приторным:

У нас употребление чая составляет самостоятельную, необходимую потребность; у англичан, напротив, побочную, дополнение завтрака, почти как пищеварительную приправу; оттого им всё равно, похож ли чай на портер, на черепаший суп, лишь бы был чёрен, густ, щипал язык и не походил ни на какой другой чай. Американцы пьют один зелёный чай, без всякой примеси. Мы удивляемся этому варварскому вкусу, а англичане смеются, что мы пьём, под названием чая, какой-то приторный напиток. Китайцы сами, я видел, пьют простой, грубый чай, то есть простые китайцы, народ, а в Пекине, как мне сказывал отец Аввакум, порядочные люди пьют только жёлтый чай, разумеется без сахару. Но я — русский человек и принадлежу к огромному числу потребителей, населяющих пространство от Кяхты до Финского залива, — я за пекое: будем пить не с цветами, а цветочный чай и подождём, пока англичане выработают своё чутьё и вкус до способности наслаждаться чаем pekoe flower, и притом заваривать, а не варить его, по своему обыкновению, как капусту.— И. А. Гончаров. «Фрегат „Паллада“»
Гончаров также отмечает, что пристрастие русских к хорошему чаю хорошо сочетается с особенностями русской природы:

Впрочем, всем другим нациям простительно не уметь наслаждаться хорошим чаем: надо знать, что значит чашка чаю, когда войдёшь в трескучий, тридцатиградусный мороз в тёплую комнату и сядешь около самовара, чтоб оценить достоинство чая.— И. А. Гончаров. «Фрегат „Паллада“»
Коснулся русского чаепития и Дюма-отец, в своём кулинарном словаре написавший: «Лучший чай пьют в Санкт-Петербурге и в целом по всей России» и заметивший, что чай, чрезвычайно страдающий от долгой морской транспортировки, лишь в России, имеющей возможность ввозить чай посуху, может оставаться действительно высокого качества. Там же Дюма замечает:

Обычаи странны в России, так что иностранцы находят их необычайно шокирующими, когда впервые встречают… Мужчины пьют чай из стаканов, тогда как женщины используют чашки китайского фарфора. 

### В живописи
- Кустодиев. «Купчиха за чаем»
- Т. Е. Мягков. Семейство за чайным столом. (1844).
- В. Г. Перов. Чаепитие в Мытищах, близ Москвы. (1862).
- В. Е. Маковский. Беседа. Идеалист-практик и материалист-теоретик. (1900).
- Н. П. Богданов-Бельский. Новые хозяева. (1914).
- Б. М. Кустодиев. Московский трактир. (1916).